# Amiga Power
Amiga Power foi um revista mensal sobre jogos eletrônicos para computadores Amiga. Foi publicada no Reino Unido pela Future plc, lançando 65 edições, de maio de 1991 a setembro de 1996.